# بوريس لي
بوريس لي (بالإنجليزية: Boris Lee)‏ هو لاعب كرة قدم أمريكية أمريكي، ولد في 4 مايو 1987 في فارغو في الولايات المتحدة.